# Хенрикссон, Анна-Мая
А́нна-Ма́я Кри́стина Хе́нрикссон (фин. Anna-Maja Kristina Henriksson; в девичестве Форсс (фин. Forss); 7 февраля 1964, Якобстад, Финляндия) — финский юрист, государственный и политический деятель. Председатель Шведской народной партии в 2016—2024 годах, первая женщина на этой должности. Депутат Европейского парламента с 2024 года, член группы «Обновляя Европу». В прошлом — депутат эдускунты (парламента Финляндии) (2007—2024), министр образования Финляндии (2023—2024), министр юстиции (2019—2023, 2011—2015).

## Биография
Родилась 7 февраля 1964 года в городе Якобстаде в Финляндии.
Изучала право в Хельсинкском университете, в 1987 году получила степень магистра права. С 1997 года — член городского Совета города Якобстада. В 2003—2004 годах работала специальным советником при министре финансов Улле-Май Видероос.
На парламентских выборах 2007 года Хенрикссон была избрана в эдускунту по избирательному округу в Ваасе, набрав 4600 голосов. На парламентских выборах 2011 года была переизбрана от того же избирательного округа, набрав 8392 голоса.
22 июня 2011 года назначена министром юстиции в кабинете Катайнена.
В апреле 2012 года объявила о своём намерении баллотироваться на пост председателя Шведской народной партии, но на проходившем в Коккола с 9 по 10 июня 2012 года партийном форуме уступила (144 голоса против 106) Карлу Хаглунду, который был избран новым лидером партии.
В 2013 году по результатам внутриведомственного расследования, проведенного в надворном суде Хельсинки и выявившего употребление судьями расистских выражений (в частности «рюсся»), высказалась с резкой критикой существующего явления.
24 июня 2014 года сохранила пост министра юстиции в новом правительстве под руководством Александра Стубба. Подала в отставку со всем кабинетом 29 мая 2015 года.
31 марта 2016 года заявила о своём намерении баллотироваться на пост председателя Шведской народной партии и на прошедшем 12 июня партийном съезде одержала победу, став первой в истории партии женщиной-председателем. 27 мая 2018 года на партийном съезде в Оулу была переизбрана на этот пост. 30 мая 2021 года на виртуальном партийном съезде переизбрана председателем Шведской народной партии. В феврале 2024 года объявила, что не будет баллотироваться в председатели на следующем съезде партии в июне.
6 июня 2019 года получила портфель министра юстиции в кабинете Ринне, 10 декабря — в кабинете Марин. 20 июня 2023 года правительство Марин ушло в отставку. Получила портфель министра образования в Министерстве образования и культуры Финляндии в следующем правительстве под руководством премьер-министра Петтери Орпо. Занимала пост до 5 июля 2024 года, когда её сменил Андерс Адлеркройц.
Не баллотировалась на выборах председателя партии в 2024 году. 16 июня новым председателем избран Андерс Адлеркройц.
По результатам выборов 9 июня 2024 года избрана депутатом Европейского парламента.

## Семья
- Муж (c 1991) — Янне Йоханнес Хенрикссон (фин. Janne Johannes Henriksson). У пары две дочери, Малин (Malin, род. 1992, тяжелоатлетка) и Микаэла (Mikaela, род. 1995)[14].